# Abeurador amb estela paleocristiana de Mont
Abeurador amb estela paleocristiana de Mont és una obra del municipi de Vielha e Mijaran (Vall d'Aran) inclosa a l'Inventari del Patrimoni Arquitectònic de Catalunya.

## Descripció
En el frontis de la font es troba encasta un bloc de pedra que porta gravat, en baix relleu, un crismó molt original acompanyat de la figura d'un prelat a l'esquerra. El crismó mostra la peculiaritat de tenir la lletra S inferior invertida. A diferència del crismó, la figura del bisbe, dempeus amb un alt bàcul que sosté amb la mà esquerra, resulta rústega, amb un cap desproporcionat i poc definit (sembla representar un bisbe d'acord amb l'alt bàcul que sosté amb la mà esquerra). Hom coincideix que és una obra del segle XII.

## Història
Sarrate considera que es tracta d'un frontal de sarcòfag paleocristià, però altres autors consideren que probablement procedeix de l'església de Sant Laurenç.